# Divje babe
Divje babe (dt.: Wilde Weiber) ist der Name zweier Karsthöhlen im Tal der Idrijca bei Cerkno in der Region Goriška in Slowenien.
Die größere der beiden Höhlen ist die archäologisch bedeutsame Divje babe I. Sie zählt neben Betalov spodmol und Potočka zijavka zu den wichtigsten steinzeitlichen Fundstellen Sloweniens. Divje babe II liegt wenige Gehminuten bergauf, in ihr wurden nach zwei Sondagen bislang keine weiteren Ausgrabungen durchgeführt.

## Geographische Lage
Die Horizontalhöhlen liegen in einem bewaldeten Steilhang an der südlichen Flanke des Idrijca-Tals in einem Dolomit-Felsmassiv, rund 230 m über der Talsohle und auf 450 m. i. J. Die Höhlen sind über einen teilweise befestigten Fußweg zu erreichen. Divje babe I kann nach Voranmeldung in Begleitung eines örtlichen Höhlenführers befahren werden, Divje babe II ist frei zugänglich.

## Funde
Der bekannteste Fund ist eine im Jahr 1995 entdeckte Knochenflöte, deren Alter auf 45.000 bis 60.000 Jahre geschätzt wird und die deshalb als ältestes Musikinstrument der Welt gilt. Die Flöte ist aus dem Oberschenkelknochen eines jungen Höhlenbären geschnitzt und verfügt über vier perforierte Grifflöcher. Zu besichtigen ist die Flöte im Slowenischen Nationalmuseum in Ljubljana.

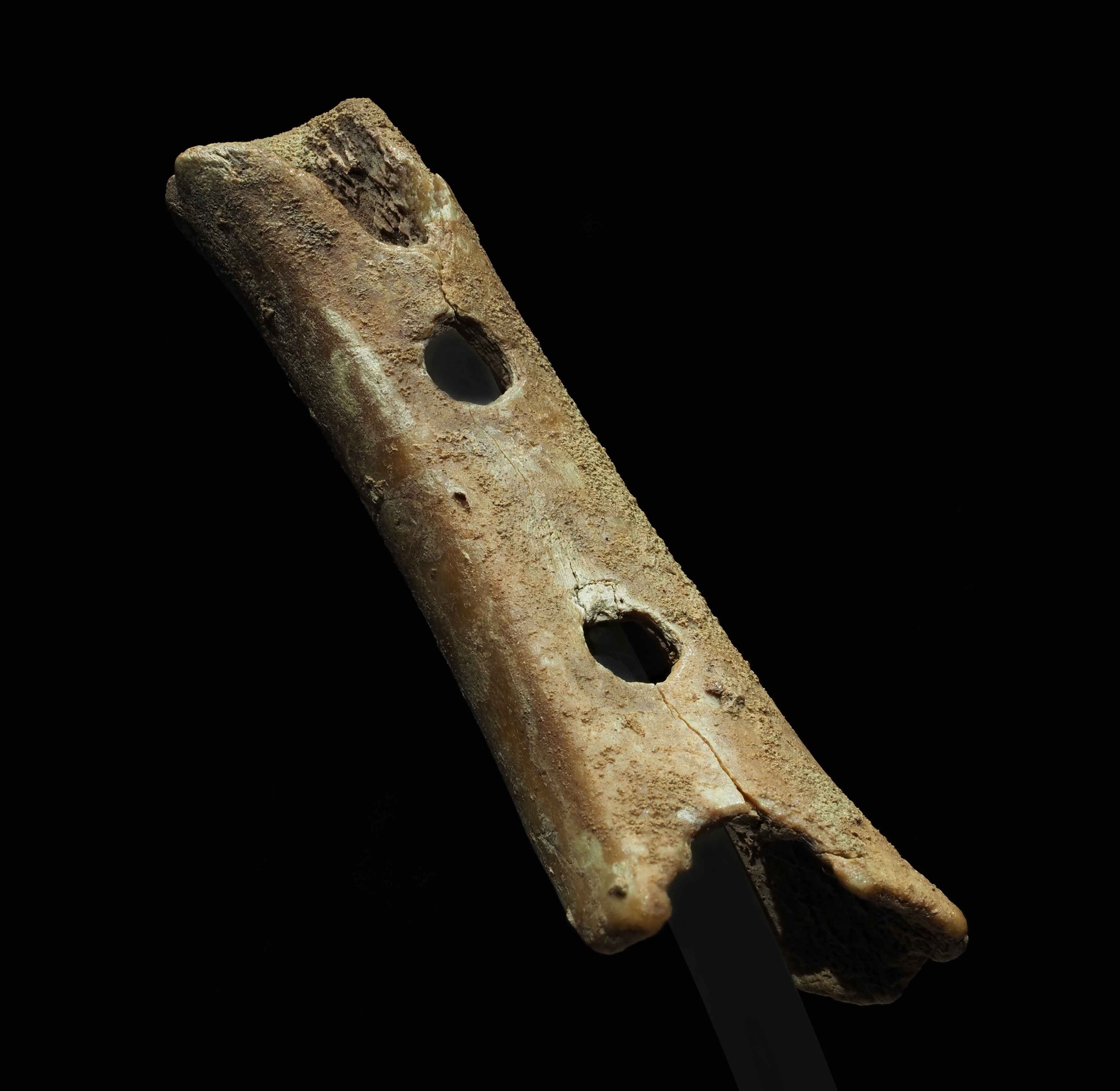
Flöte von Divje babe